# Saint John (Antigua en Barbuda)
Saint John is een van de zes parishes van Antigua en Barbuda. De hoofdstad is Saint John's, dat tevens landshoofdstad is. De plaatsen All Saints en Potter's Village bevinden zich ook in de parish.

## Dickenson Bay
Dickenson Bay bevindt zich ongeveer 4 km ten noorden van Saint John's en is een van de drukste stranden van Antigua met de meeste voorzieningen. Het heeft kalm water en wit zand, en wordt soms bezocht door dolfijnen. Het strand is meer dan 1½ km lang en loopt in het zuiden over in Runaway Bay waar het rustiger is.

## Hawksbill Bay en Eden Beach
Het strand Hawksbill Bay bevindt zich bij het dorpje Five Islands, ongeveer 4 km ten westen van Saint John's. Het bestaat uit vier stranden. Ondanks dat een toeristisch resort moet worden gepasseerd, zijn de stranden vrij toegankelijk. Het is vernoemd naar de karetschildpad die in het Engels Hawskbill sea turtle heet en soms op de stranden te vinden is. Het eerste strand heet Landing Beach en is via de weg en het water te bereiken is. Sea Grapes Beach, Honeymoon Cove liggen zuidelijker. Het laatste strand is Eden Beach en is het enige naaktstrand van Antigua en Barbuda. Gebruik van camera's is strict verboden op het strand. Er is nog een vijfde strand genaamd Pinching Bay, maar dat is alleen per boot te bereiken.

## Galerij

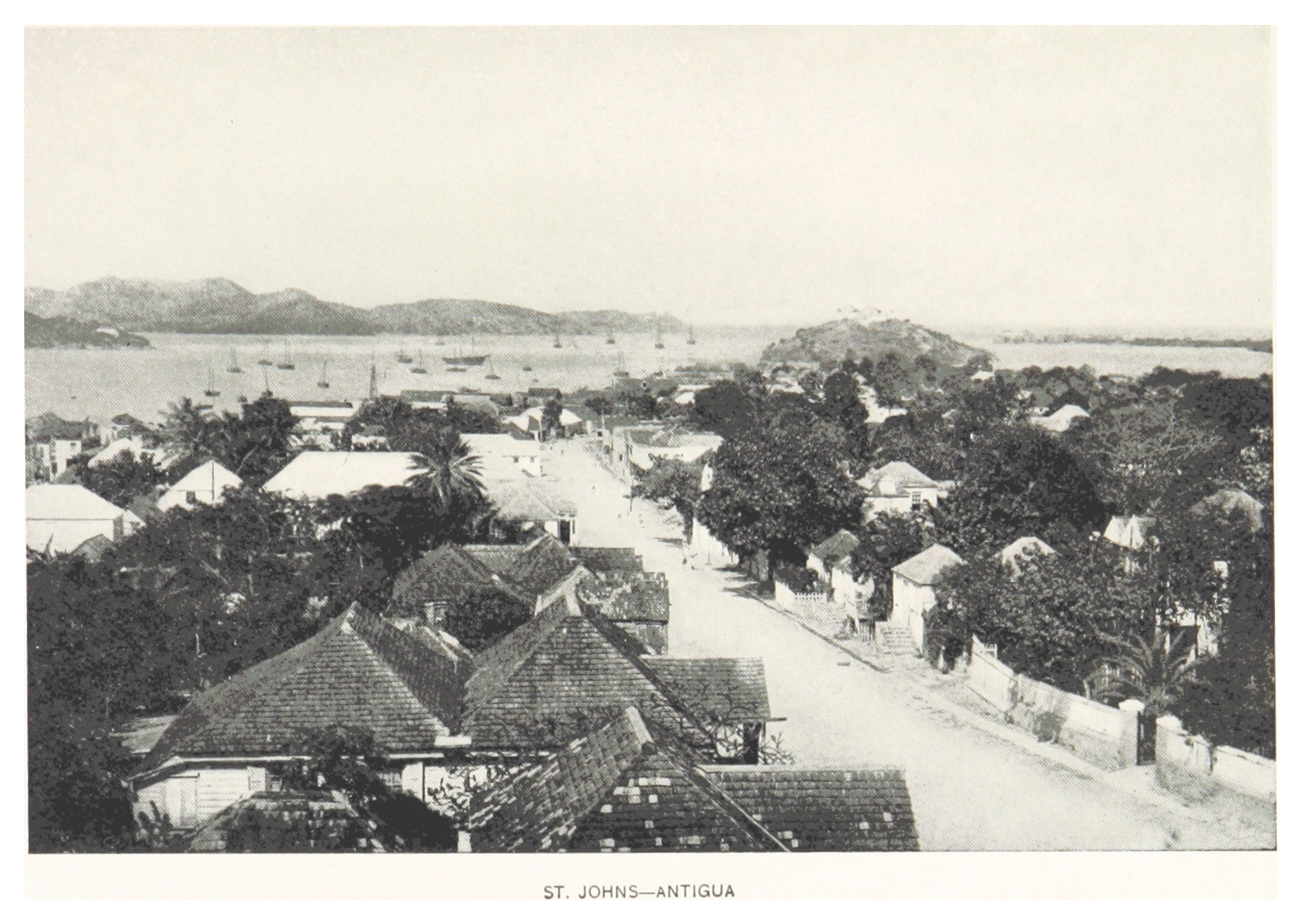
St. John's (1893)
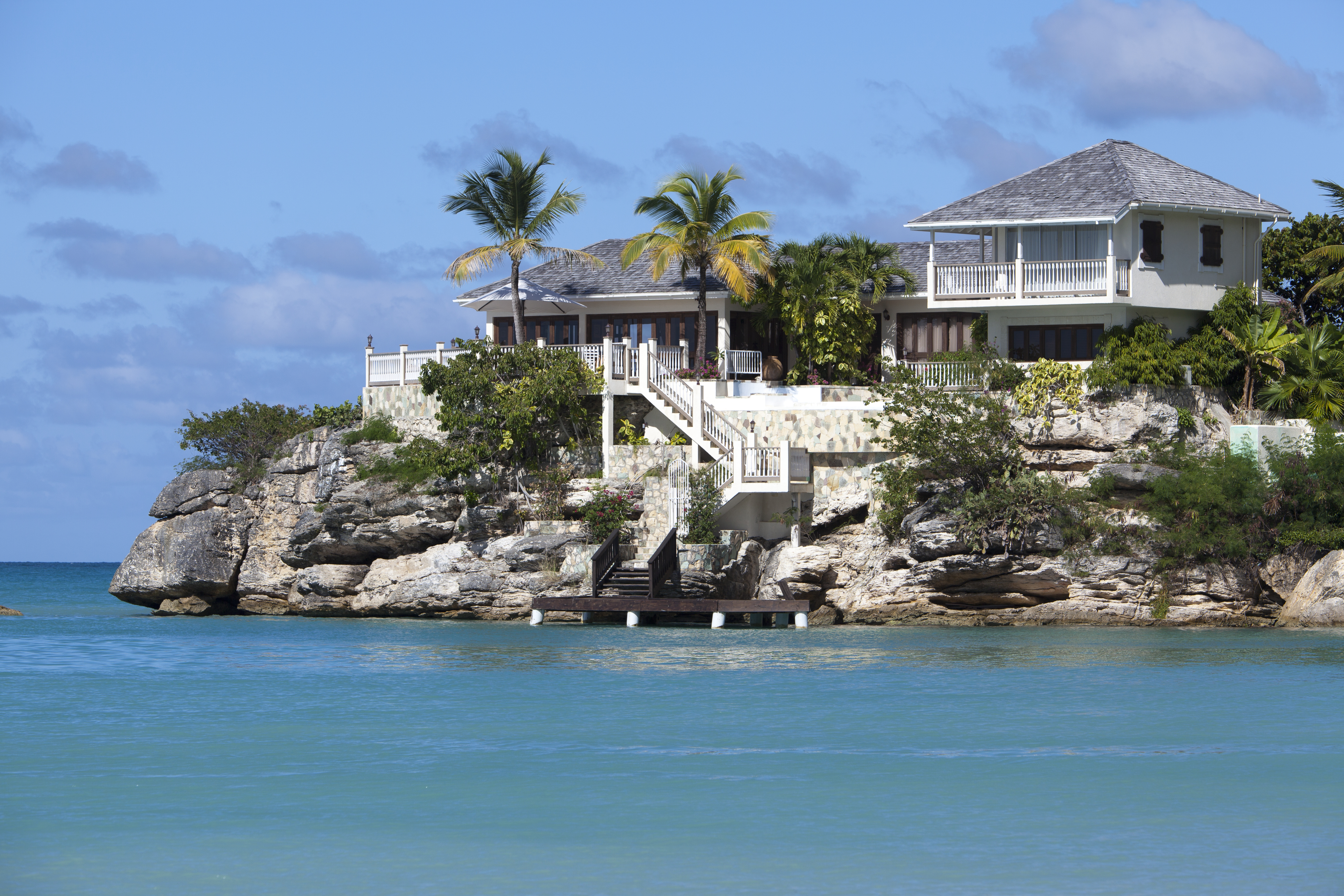
Villa's aan Soldier's Bay
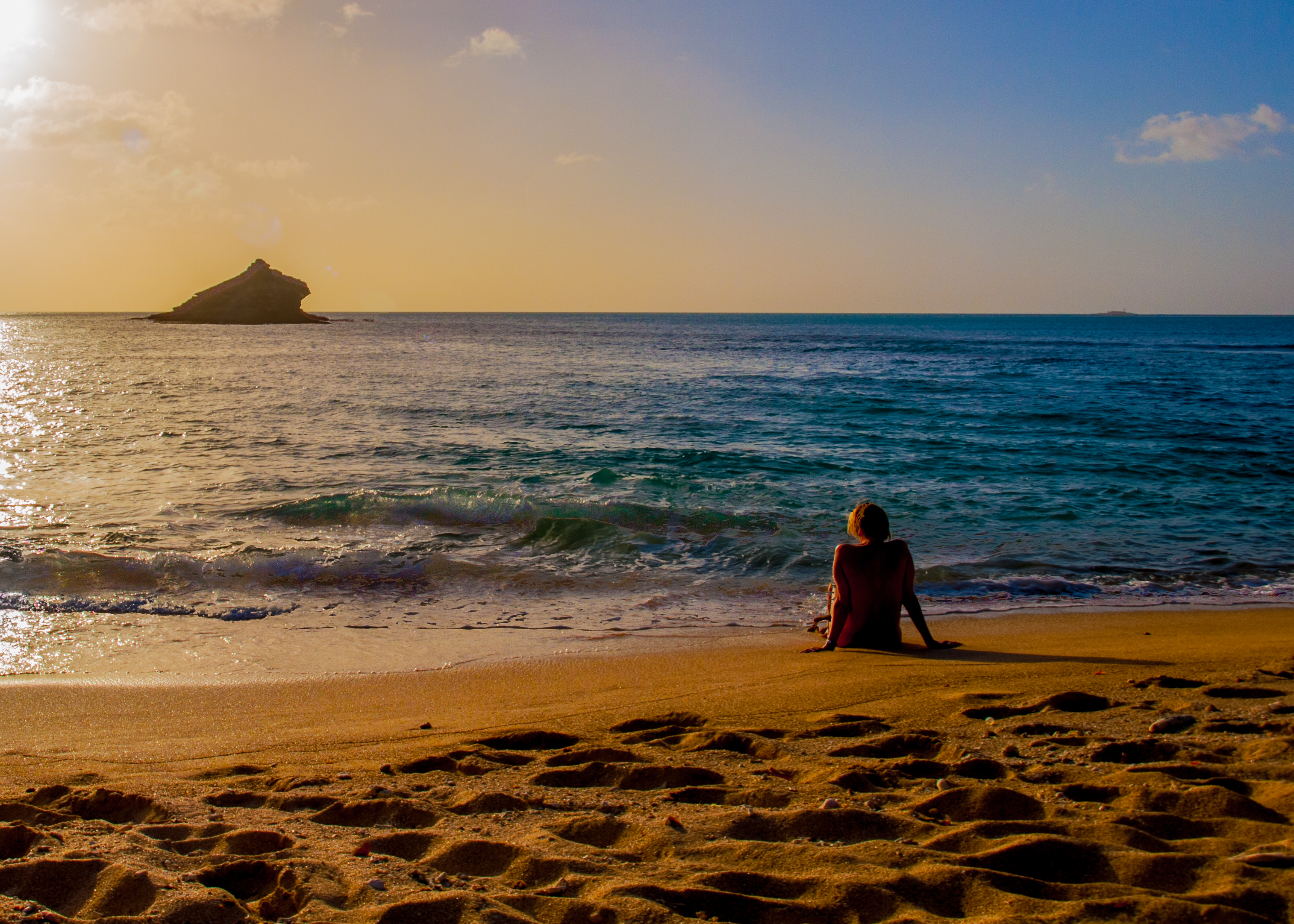
Eden Beach
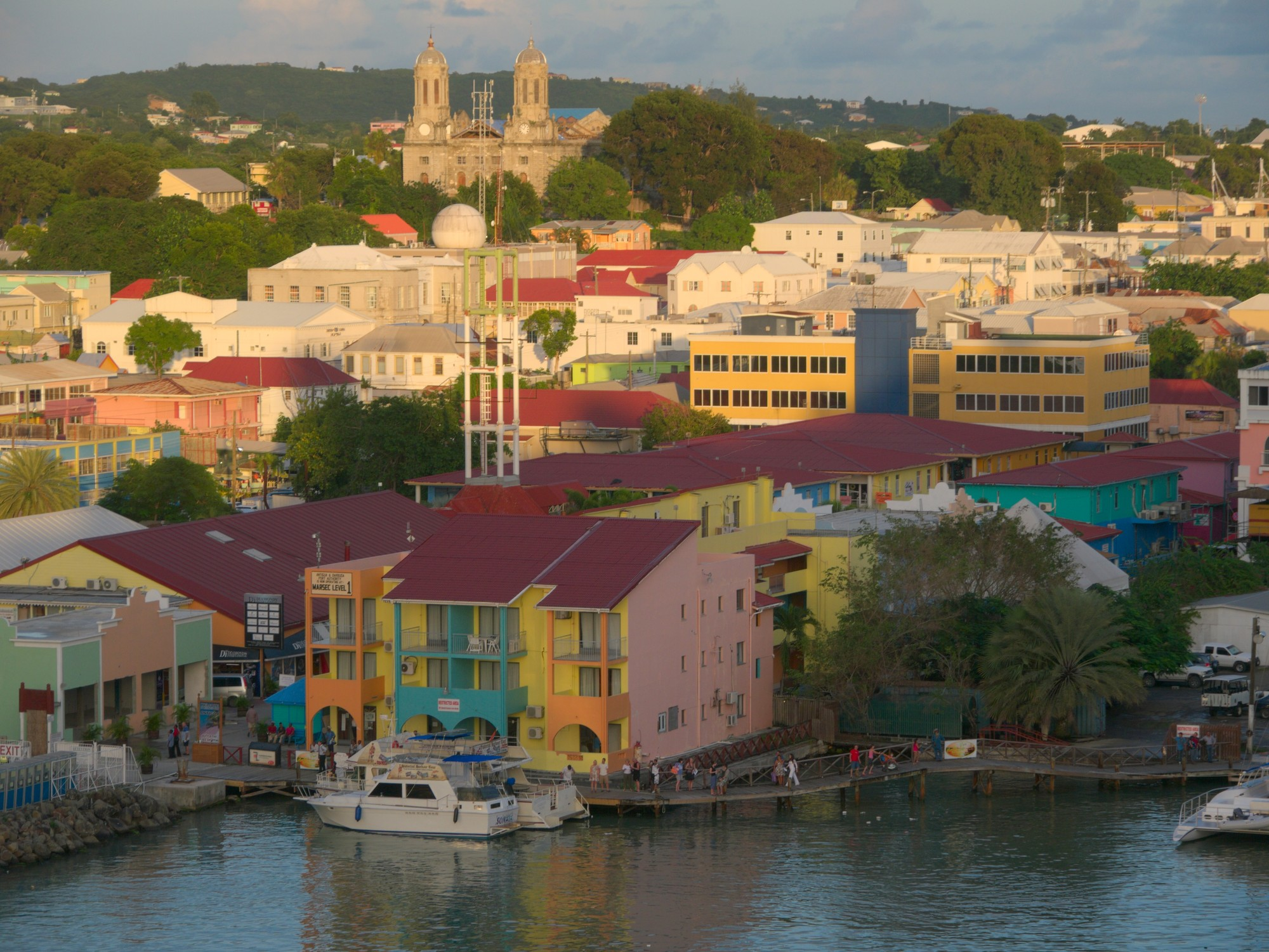
St. John's vanaf de zee